# Bartholomäus Wodley

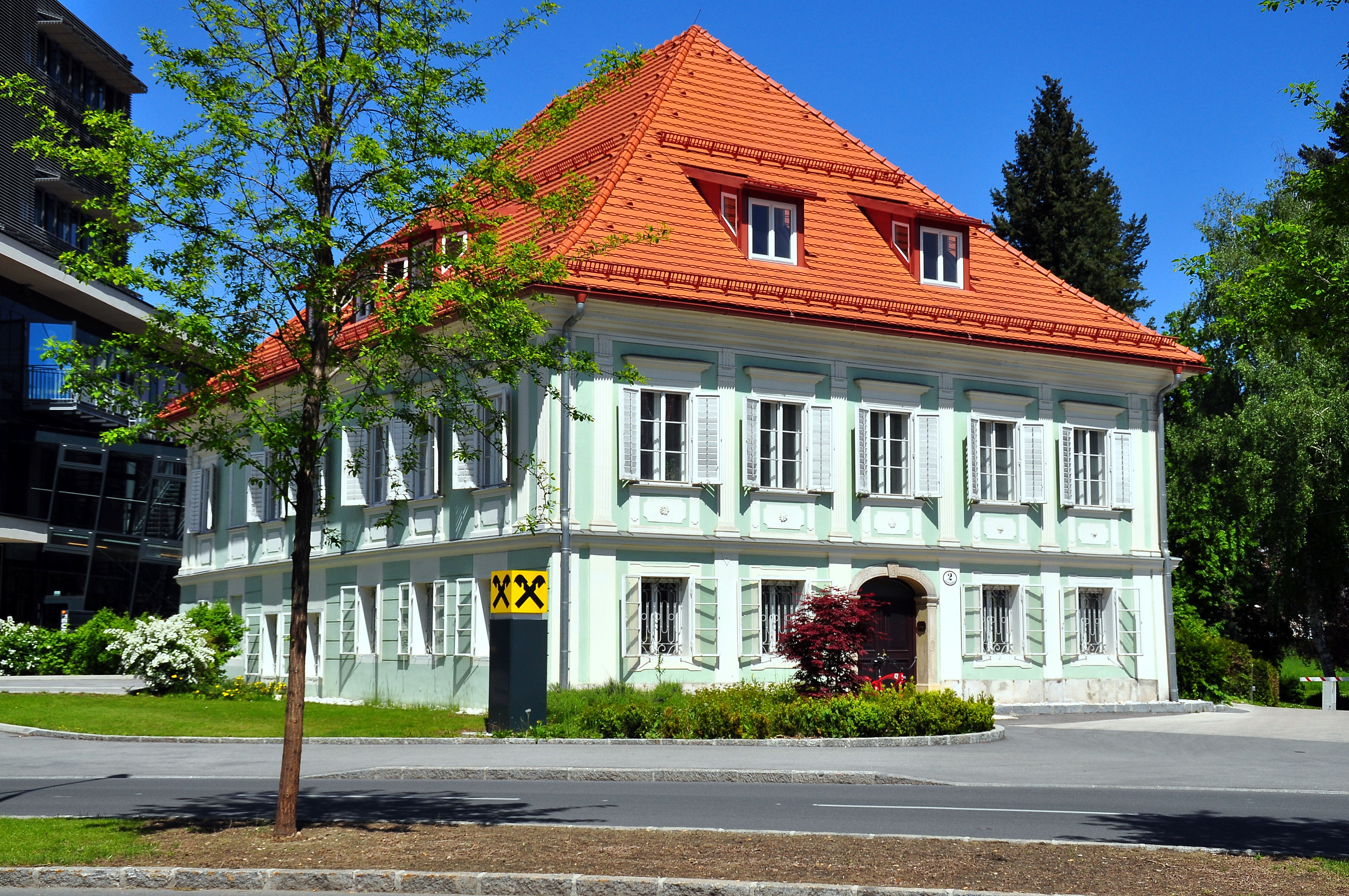
„Wodley“-Stöckl am Raiffeisenplatz 2 in Klagenfurt am Wörthersee, 1811 erbaut

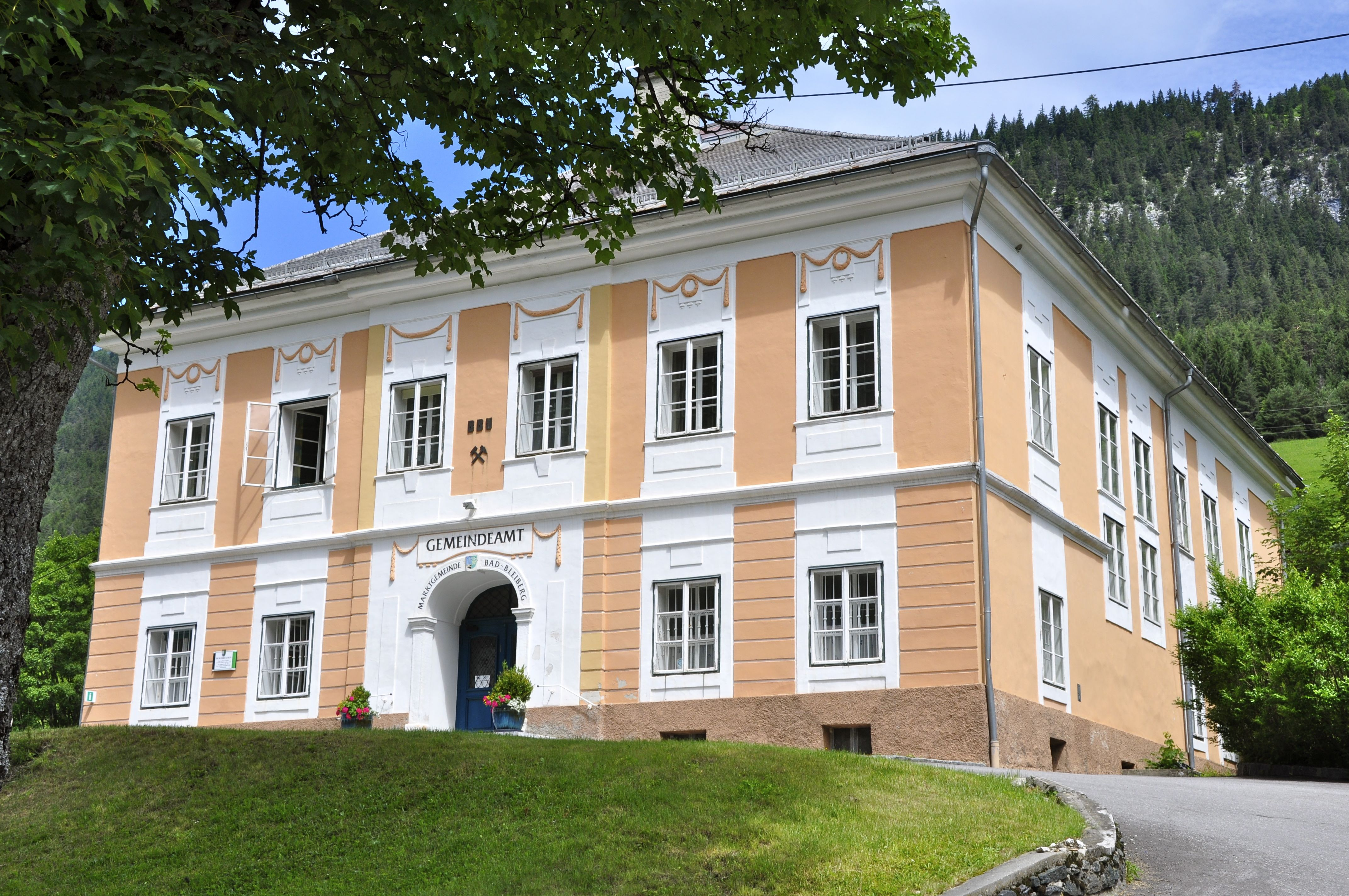
Wodleys Wohngebäude in Bad Bleiberg, um 1800 erbaut

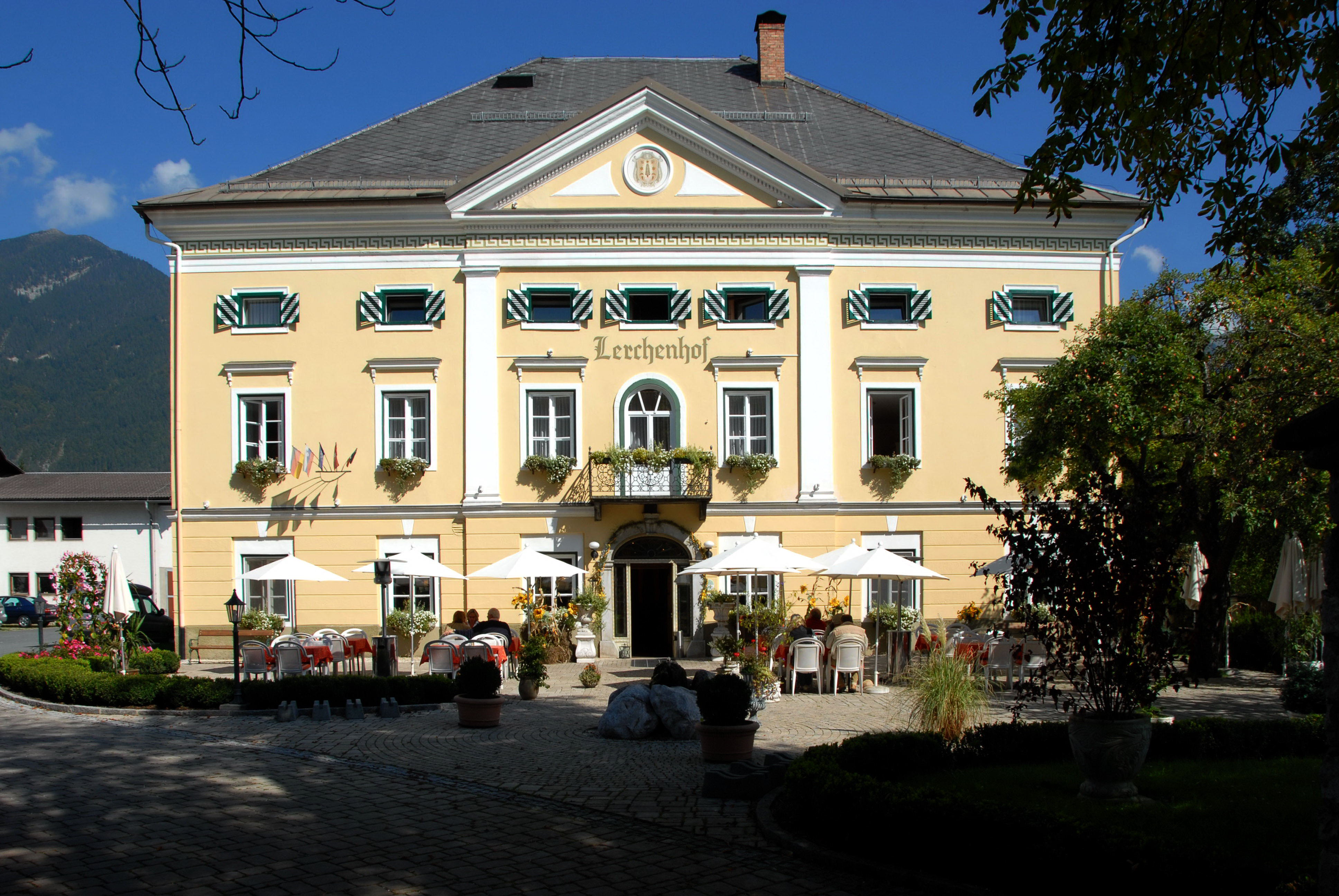
Schloss Lerchenhof, Untermöschach 8 in Hermagor-Pressegger See, von Sohn Julius Wodley beauftragt, 1848–1851 erbaut

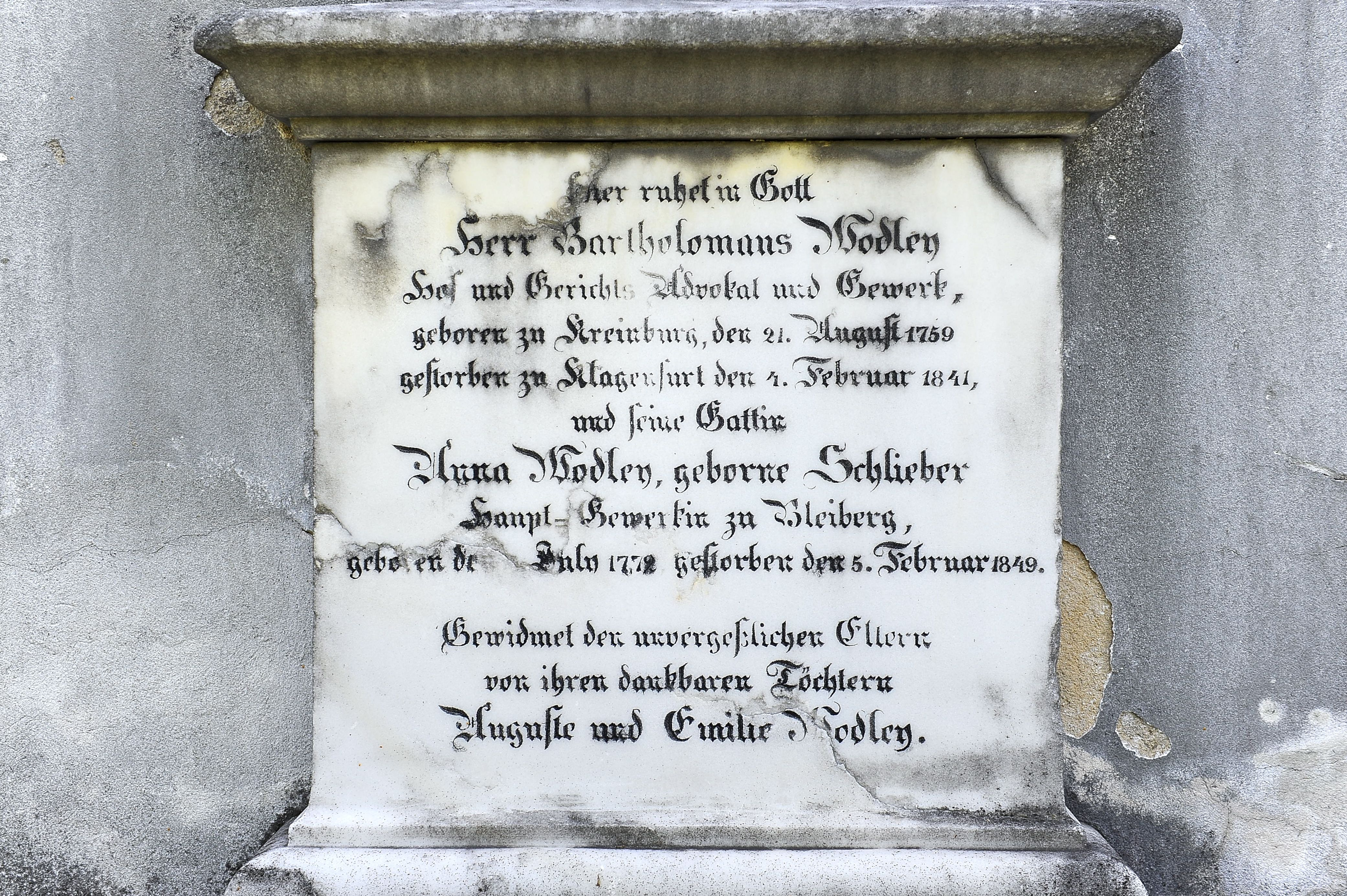
Grabstein an der Gruftgrabstätte für die Familie Wodley am Friedhof St. Ruprecht

Bartholomäus Wodley (* 21. August 1759 in Kranj, Slowenien; † 4. Februar 1841 in Klagenfurt) war ein österreichischer Advokat und Gewerke. Sein Spezialgebiet war das Bergrecht. Als Konsulent verschiedener Gewerken und Hammerherren gewann er tiefe Einblicke in diesen Wirtschaftszweig mit seinen Risiken und Möglichkeiten. Schließlich trat auch er in den Kreis dieser Unternehmer und wurde Werksbesitzer.

## Leben
Im Jahre 1800 kaufte Wodley das Hammerwerk an der Gössering im Gitschtal und wandelte es in ein Walzwerk um. 1832 erwarb er auch das Hammerwerk Grünburg. Die Erzeugnisse gingen vorwiegend nach Tirol, Triest und Oberitalien. Bartholomäus Wodley war seit 1790 mit der Klagenfurterin Marie Schlieber (1772–1849) verheiratet. Sie gebar ihm drei Söhne und fünf Töchter. Von den Söhnen blieben Karl und Julius Junggesellen; der erstgeborene Adolf war zwar verheiratet, starb aber 1859 ohne männlichen Erben.
Die aus der Ehe stammende Tochter Wilhelmine ehelichte den Staatsanwalt und Landtagsabgeordneten Artur Breyche. Von den fünf Gewerkentöchtern wurde Anna die Frau des Geschichtsschreibers Gottlieb Freiherr von Ankershofen, Maria die Gattin des Offiziers und Besitzers des landtäflichen Gutes Langg, Adolf von Platzer, Emilie ging den Lebensbund mit Oberst Wilhelm von Trost ein, und Karoline hatte den Offizier Hieronimus von Lang zum Mann. Die am 1. November 1802 geborene Auguste blieb ledig. Mit ihrem Tod am 28. Mai 1881 erlosch der Name Wodley in Kärnten. Wegen mehrerer großzügiger Stiftungen für ein Dutzend armer Leute und die studierende Jugend war ihr Name aber noch lange Zeit ein Begriff.
Dem Elisabethinenkloster hatte sie den in der Klagenfurter Bahnhofstraße gelegenen Lufthof mit jenem verrufenen Gasthaus vermacht, in dem jenes zwielichtige Volk verkehrte, das sich im Polizeirayon der Stadt nicht sehen lassen durfte. Der Konvent ließ schon 1883 ein neues Gebäude mit sechs Wohneinheiten errichten. Zur Erinnerung an die Erblasserin erhielt es den Namen Augustenhof. In Klagenfurt trug die St. Veiter Straße vom Heuplatz bis zum St. Veiter Ring die Bezeichnung Wodleygasse.
Der Wodleysche Besitz konnte sich sehen lassen: Zu den Industrieanlagen und Realitäten kamen in den 1840er Jahren noch die Ebnerschen Bergbaue in Bad Bleiberg. Die Witwe Wodley – ihr Mann war am 4. Februar 1841 gestorben – hatte ihre Schwester Maria Ebner geb. Schlieber, Hauptgewerkin in Bad Bleiberg, beerbt.